# Història de Granada
La història de Granada s'inicia quan la zona estava habitada pels túrduls i segurament foren ells els que van fundar la ciutat d'Ihverir.
Va passar als romans al segle i aC. Durant el període romà apareix el municipi d'Illiberis o Iliberis. Al segle iii fou seu d'un bisbe i s'hi van fer un concili entre el 309 i el 312.
La zona fou devastada pels invasors bàrbars després del 410 i va passar als vàndals silings (411) que es van unir als asdings (417) i van formar el regne vàndal que va conquerir Àfrica però segurament van retenir la regió fins al 448 quan foren expulsats pels sueus que al seu torn foren derrotats el 449 pels visigots. Es creu que la zona va quedar de fet després del 410 sota domini dels terratinents hispanoromans. El 549 la revolta de Còrdova va portar a l'establiment de la sobirania romana d'Orient sobre les regions del sud i sud-est de la península (inicialment "Visigòtia", després part de la província de Mauritania Secunda) en què els senyors hispano-romans eren els governants, però aliats per conveniència a l'Imperi Romà d'Orient; sota el rei visigot Leovigild la zona fou conquerida entre 573 i 575 però al marxar els soldats gots es van independitzar novament (576) sent altre cop sotmesa (577) només per tornar-se a revoltar al cap de poc. El 581 o poc abans la zona fou finalment conquerida. El 711 va passar als musulmans i el nom Ilibiris es va arabitzar a Ilbira (hispanitzat Elvira).
Quan Musa ibn Nusayr va encarregar al seu fill Abd al-Aziz la pacificació de la part sud-oriental de la península, hi va passar i la va ocupar quan anava cap a la regió de Todmir. El 743 fou nomenat governador d'Elvira Abu l-Khattar al-Husam ibn Dirar; la kura d'Elvira era aproximadament el territori de l'actual província de Granada; la capital es va desplaçar a un lloc proper anomenat Castella (Kastalla, Kastila o Kastiliya, fundada el 747 a uns 12 km al nord-oest, però el districte va conservar el nom d'Elvira i Kastalla va acabar sent anomenada més tard Elvira (Nova Elvira). Sota el govern d'Abu l-Khattar al-Husam ibn Dirar s'hi va establir el jund de Damasc, els xeics del qual foren favorables als omeies i van donar suport a Abd al-Rahman I. L'antiga Elvira va continuar poblada sobretot per jueus i cristians i va ser anomenada més tard Gharnata (Granada).
Sota l'emir Abd-Al·lah ibn Muhàmmad (888-912) fou teatre de lluites entre els muwallad fidels al govern central i els àrabs dirigits per Sawwar ibn Hamdun que va quedar assetjat al palau de l'Alhambra, però va fer una sortida i va posar en fuita als atacants en l'anomenada batalla de la vila (wakat al-madina); els derrotats van passar al servei d'Umar ibn Hafsun el qual va retornar a Elvira que va ocupar i perdre diverses vegades fins que la va perdre definitivament en el regnat d'Abd-ar-Rahman III (912-929). La ciutat tenia poca població musulmana i en canvi hi havia molts jueus. A la riba esquerra del Darro hi havia una ciutadella coneguda com "La Roja" (al-Hamra) que després fou l'Alhambra. Fou llavors quan va començar a usar-se el nom de Gharnata (Granada). El 1010 durant la revolta berber la nova Elvira fou saquejada per les tropes sanhadjes de Zawi ibn Ziri i els seus habitants van emigrar a Granada.
Enfonsat el califat el 1012 Zawi va crear la taifa de Granada, fent aquesta ciutat la seva capital tot i que Elvira encara no estava del tot despoblada (encara existia una fortalesa el 1486).
El 1090 l'emir Abd Allah va entregar la ciutat a l'almoràvit Yusuf ibn Tashfin. El primer governador almoràvit fou Abu Muhamnmad Abd al.Aziz que fou succeir per l'amir Yahya ibn Washin, parent de Yusuf. El 1102 era governador Abu l-Hasan Ali ibn al-Hadjdj al que va succeir el seu germà Muhammad ibn al-Hadjdj, que va anar en ajut del governador Sir de Sevilla que era atacat pel rei Alfons VI de Castella i fou derrotat a al-Mukati, prop de Sevilla (1104).
El 1105 era governador Abu Bakr ibn Ibrahim al-Lamtuni que a la mort de Yusuf es va oposar a la proclamació del seu fill Ali ibn Yusuf però sense el suport dels granadins fou derrotat i enviat presoner a Marràqueix. Abu Tahir Tamim ibn Yusuf, germà d'Ali, fou nomenat governador, i va organitzar l'expedició d'Uclés, en la qual va morir l'infant castellà Sanç Alfónsez, fill d'Alfons VI; tot i això va perdre el càrrec i després d'un govern interí d'Abd Allah ibn Fatima (governador de València) fou nomenat pel càrrec Mazdali ibn Sulankan, cosí d'Ali ibn Yusuf; aquest va atacar Guadalajar i fou rebutjat (1112) però el 1113 va conquerir Oreja i el 1114 va atacar la Sagra de Toledo, Penginas, Cabañas i Magán; el març de 1115 fou derrotat i mort en combat i el va succeir el seu fill Abd Allah ibn Mazdali que fou derrotat pels castellans a la regió de Baeza quan anava en ajut del governador de Còrdova Abu Bakr ibn Yahya ibn Tashfin.
Tamim tornava a ser governador de Granada el 1125 i durant el seu govern es va enfrontar a Alfons I d'Aragó i Pamplona, que per dues vegades va acampar davant de la ciutat i va derrotar a l'almoràvit a Aranzuel; destituït per la seva incapacitat el va succeir Abu Umar Inalu, net de Yusuf ibn Tashfin i ex governador de Fes. La fortificacions de la ciutat foren reforçades igual que les d'Almería, Còrdova i Sevilla. Inalu fou destituït el maig de 1128 per les queixes dels mossàrabs locals, i va acabar empresonat.
El va succeir Abu Hafs Umar ibn Ali ibn Yusuf que va fer una campanya al Llevant que fou destituït als quatre mesos (setembre de 1128) i substituït pel seu germanastre, Tashfin ibn Ali ibn Yusuf que durant deu anys va lluitar contra els castellans amb més voluntat que eficàcia; el 1132 va rebre el govern addicional de Còrdova i va delegar el de Granada en Abu Muhammad al-Zubayr ibn Umar (conegut com a Azuel) que va morir el 1143 en el combat lliurat contra l'alcaide de Toledo Muño Alfonso.
El va substituir Ali ibn Abi Bakr fill de la princesa Fannu (germana d'Ali ibn Yusuf)que va morir en la revolta d'Ibn Adha, el qual va entregar la ciutat a Sayf al-Dawla (Zafadola) darrer descendents de la dinastia Banu Hud de Saragossa que s'havia sotmès a Alfons VII. La guarnició almoràvit es va fer forta a la ciutadella (alcazaba) i el va obligar a retirar-se després de matar en la lluita al seu fill Imad al-Dawla. Expulsat Ali ibn Adha (que es va retirar a Almuñecar) la ciutat va retornar a mans dels almoràvits dirigits pel capità Maymun ibn Yiddar, lloctinent de Yahya ibn Ghaniya de Múrcia i València. Yahya va defensar Còrdova contra Alfons (1146) del que finalment es va declarar vassall. Després del desembarcament almohade el 1146 va ser un dels darrers defensors dels almoràvits i va morir a Granada el 1048. Maymun va resistir a Granada fins al 1156 quan va oferir l'entrega de la ciutat als almohades, i el governador de la zona de l'Estret, Sayyid Abu Said Uthman, i l'almirall de Ceuta, Abd Allah ibn Sulayman, foren els encarregats de rebre la submissió. Maymun fou portat a Marràqueix amb la resta de caps almoràvits i foren establerts amb dignitat. El governador almohade va atacar llavors Almería (en poder dels castellans) mentre l'almirall la bloquejava per mar, fins que fou conquerida. Alfons VII aliat a Ibn Mardanix va intentar ajudar a la ciutat però no va poder trencar el bloqueig i llavors va intentar un atac de distracció sobre Granada que no tenia guarnició (estava a la lluita a Almería); la defensa fou organitzada pel visir Abu Djafar Ahmad ibn Atiyya i el sayyid Yusuf ibn Abd al-Mumin que van impedir l'atac castellà, protegint també Ubeda i Baeza, i Alfons VII moria poc després a Fresneda al peu del Despeñaperros el 21 d'agost de 1157.
El 1162 Ibrahim ibn Hamushk, després de perdre Carmona, va atacar per sorpresa Granada amb connivència a jueus i mossàrabs. La guarnició almohade es va fer forta a l'alcassaba; l'arribada d'ajut d'Ibn Mardanix amb els seus homes i mercenaris cristians d'Àlvar Rodríguez el Calb (net d'Alvar Fáñez) aliat d'Ibn Hamushk, va posar en seriós perill Granada; el governador de la ciutat Sayyid Abu Saki Uthman estava absent en viatge a Marràqueix i va retornar ràpidament, va desembarcar a Màlaga i va marxar a Granada, lliurant batalla al Mardj al-Rukadi (Prat del Somni) a uns 6 km de la ciutat, sent derrotat; va retornar a Màlaga i llavors el califa Abd al-Mumin va creuar l'estret amb un exèrcit veterà dirigit nominalment pel seu fill Yusuf ibn Abd al-Mumin i efectivament pel general Yusuf ibn Sulayman, que va escalar les pendents de la muntanya més enllà del Genil i va atacar Granada per sorpresa. Totes les poblacions de la Vega de Granada se li van sotmetre (1168); al mateix moment els mercenaris castellans que havien arribat a Ronda, al servei d'Ibn Mardanix, foren derrotats entre Granada i Guadix.
El 1172 Yusuf ibn Abd al-Mumin al retorn de la seva expedició a Huete, va nomenar governador a son germà Abu Said Uthman. Al final de l'època almohade amb la proclamació d'al-Mamun, fou el centre de la revolta dels musulmans hispans dirigida per Muhammad ibn Yusuf ibn Hud al-Djudhami que es va fer amo de tot l'Àndalus i el 1232 va rebre a un ambaixador del califa abbàssida al-Mustànsir al que havia reconegut, que li va portar el títol d'emir de tot l'Àndalus. Assassinat el 1237 a Almería el seu enemic Al-Ahmar, proalmohade, revoltat a Arjona va ocupar Granada el 1238 i va fundar la dinastia dels nasrides o dinastia nassarita. Fou el constructor de l'Alhambra encara que després es va reformar. El 1242 a la mort del califa almohade al-Rashid, va reconèixer com sobirà a l'hàfsida de Tunis Abu-Zakariyyà Yahya I.
Vegeu Regne de Granada
Al segle xv tenia 165.000 habitants, la més gran d'Europa. Fou reconquerida per Ferran el Catòlic de Barcelona i Aragó i la seva muller Isabel de Castella el 2 de gener de 1492. Els maltractes a la població musulmana aviat van provocar revoltes a les Alpujarres fins que la rebel·lió fou finalment derrotada el 1571 amb la mort del rei mossàrab Ibn Humaya (Fernando Válor) i la deportació dels musulmans a altres llocs.
El 18 de juliol de 1936 va resistir al cop d'estat dels generals feixistes però els rebels la van ocupar el dia 23 de juliol. El 19 d'agost de 1936 fou assassinat a Granada pels falangistes, el poeta Federico Garcia Lorca. En total foren executades 2.137 persones. Alcaldes destacats del període franquista foren Gallego Burín que va governar 13 anys, y Sola Rodríguez-Bolivar, que en va governar quinze. Una vaga general (les vagues estaven prohibides) el 1970 al sector de la construcció, es va reprimir amb armes de foc i van morir tres treballadors. El primer alcalde democràtic fou el socialista Antonio Jara Andreu. El 1982 fou visitada pel Papa. El 1989 el Tribunal Superior de Justícia d'Andalusia va escollir Granada com a seu; el 9 d'octubre del 2000 l'organització basca ETA va matar el fiscal d'aquest tribunal Luis Portero.